# Mogens Klitgaard
Mogens Klitgaard (* 23. August 1906 in Kopenhagen; † 23. Dezember 1945 in Arhus) war ein dänischer Schriftsteller. Er gilt neben Knud Sønderby als Hauptvertreter der sozialrealistisch-neusachlichen Erzählkunst seines Landes. Nach etlichen Wanderjahren und antifaschistischer Widerstandsarbeit wurde er mit 39 ein Opfer der Tuberkulose.

## Leben und Werk
Klitgaard wächst in einem Waisenhaus auf, da beide Eltern gestorben sind. Er bekommt eine Anstellung als Gärtner in Rødvig und besucht Abendkurse über Literatur. Doch 1922 bricht er mit dem „bürgerlichen“ Leben und führt in den nächsten 10 Jahren ein Vagabundenleben, das ihn durch halb Europa führt, von Stockholm bis Marseille. Er hält sich unter anderem als Hausierer, Tellerwäscher, Kellner, Landarbeiter, Zigarettenschmuggler und Privatdetektiv über Wasser. Diese Erfahrungen schlagen sich vor allem in seinem zweiten Roman Gud mildner luften for de klippede får nieder. Ein böses Erwachen wird Klitgaard 1933 durch den Ausbruch einer Tuberkulose bereitet. Er begibt sich ins Sanatorium Boserup, wo er auch die umfangreiche Bibliothek nutzen kann. Als erste Veröffentlichungen Klitgaards erscheinen im Januar 1933 die beiden Artikel Angaaende skriftsproget und Kritisk ugerevy. Sein Debütroman Der sidder en mand i en sporvogn von 1937 führt den mit viel Selbstbetrug durchsetzten Existenzkampf des „Kleinen Mannes“ in Zeiten der Weltwirtschaftskrise vor. Die fiktive Handlung ist in Nachrichten aus dem Zeitgeschehen (des Jahres 1936) und in Kopenhagener Lokalkolorit gebettet. „Klitgaards feinsinnig beobachtender psychologischer Realismus liefert hier Erklärungsmuster für das angepasste Verhalten der Unterprivilegierten, in dem für gesellschaftsverändernde Ambitionen kein Raum ist.“ Trotz dieser pessimistischen Grundstimmung, vielleicht auch ihretwegen, schlägt das Buch auf Anhieb ein, sodass sich Klitgaard dem Schreiben hauptberuflich widmen kann. In den 1940er Jahren zählt er zum Vorstand des Autorenverbandes. Als ihm 1943 Verhaftung wegen seiner antifaschistischen Aktivitäten droht, flüchtet er nach Schweden. 1945 kaum zurückgekehrt, erliegt er seiner Lungenkrankheit.

## Werke
- Der sidder en mand i en sporvogn (Da sitzt ein Mann in der Straßenbahn), Roman, 1937
- Gud mildner luften for de klippede får (Gott mildert die Luft für geschorene Schafe), Roman, 1938, auf deutsch Berlin 1950 und 1954
- Übersetzung von Horváths Erzählung Jugend ohne Gott, 1939
- De røde fjer (Die roten Federn), Roman, 1940, auf deutsch Zürich 1941 und Berlin 1951
- Ballade paa Nytorv (Ballade auf dem Neumarkt. Ein Rokokogemälde), Roman, 1940, auf deutsch Zürich 1941 und Berlin 1949
- Elly Petersen, Roman, 1941[3]
- Den guddomelige hverdag, Roman, 1942
- Brunkul, Radionovelle, 1946
- De sindssyges klode, Roman, aus dem Nachlaß 1968
- En søndag for to Aar siden, Essay
- Hverdagens musik, Essay, aus dem Nachlaß 1989